# I Ran (So Far Away)
«I Ran (So Far Away)» (o también simplemente I Ran), en español Corrí (Tan Lejos), es una canción del grupo británico de rock A Flock of Seagulls. Fue lanzada en su álbum debut A Flock of Seagulls, editado en 1982. Este ha sido uno de sus sencillos más exitosos, alcanzando el número 9 en la lista musical de los Estados Unidos y el número 1 en Australia. Esta canción marcó el lanzamiento al estrellato internacional de dicha agrupación que vino de la mano con su video promocional trasmitido por la cadena de televisión musical norteamericana MTV.

## Posicionamiento
| Lista (1982)                            | Mejor posición |
| --------------------------------------- | -------------- |
| Alemania (Media Control AG)             | 31             |
| Australia (Kent Music Report)           | 1              |
| Canadá (RPM Top Singles)                | 26             |
| Estados Unidos (Billboard Hot 100)      | 9              |
| Estados Unidos (Hot Dance Club Play)    | 8              |
| Estados Unidos (Mainstream Rock Tracks) | 3              |
| Francia (SNEP)                          | 3              |
| Japón (Oricon)                          | 19             |
| Países Bajos (Mega Single Top 100)      | 46             |
| Nueva Zelanda (Recorded Music NZ)       | 7              |
| Reino Unido (Official Charts Company)   | 43             |